# Thyropisthus coelestis
Thyropisthus coelestis är en mångfotingart som först beskrevs av Filippo Silvestri 1895.  Thyropisthus coelestis ingår i släktet Thyropisthus och familjen Harpagophoridae. Inga underarter finns listade i Catalogue of Life.